# Цветополь (Ставропольский край)
Цветополь(нем. Blumenfeld, также Блюмфельд (нем. Blumfeld) — упразднённый хутор в Минераловодском районе Ставропольского края России.
Проживали немцы.

## География
Хутор располагался вблизи канала Широкого, в 3 км к северо-востоку от с. Ульяновка, в 10 км от Минеральных Вод.

## История
Меннонитский хутор Блюменфельд основан в 1915 г.
В административном отношении входил до 1917 г. в Ставропольскую
губернию, Александровский (Пятигорский) уезд, Канглынская волость; в советский период — Орджоникидзевский край,
Минераловодский район.
Позже переименован в Цветополь.
В 1925 г. входил в состав Николаево-Степновского сельсовета.
Исчез, по видимому, в годы Великой Отечественной войны, после высылки немецкого населения с Кавказа.

## Население
| Год     | 1917 | 1920 | 1926 |
| ------- | ---- | ---- | ---- |
| Человек | 15   | 53   | 47   |